# Orde van de Ster van Vikram
De Orde van de Ster van Vikram ("Order of the Vikram Star") is een ridderorde van de Indische vorstenstaat Bikaner. De ridderorde werd op 13 februari 1944 ingesteld door Z.H. Luitenant-generaal Sri Raj Rajeshwar Maharajadhiraj Narendra Sawai Maharaja Shiromani Sir Sadul Singhji Bahadur, de heerser van het vorstendom Bikaner.
De versierselen zijn in typisch Voor-Indische stijl gesmeed. Het verguldsel is dun. Het kleinood is een ruitvormig gouden medaillon met het portret van de stichter van de dynastie, Rao Bikaji (1465 - 1504). Daaromheen staat op een blauwe ring het motto "SHRI KARNI AASISADI BIKKATOHIRAJ. Men vertaalt het met "zegen van Karni Mati voor zijn eeuwigdurende regering". Om de ruit zijn acht elkaar overlappende groen geëmailleerde bladeren, in het geval van de lagere graden gouden en zilveren bladen, geschikt. Boven de ruit staat een gekroonde blauwe "V".
De orde kent vijf graden.
- Eerste Klasse of Grootkruis

Het geëmailleerde gouden versiersel wordt aan een breed lint over de rechterschouder gedragen. Op de linkerborst wordt een ster gedragen.
- Tweede Klasse of Grootofficier

Het geëmailleerde gouden versiersel wordt aan een lint om de hals gedragen. Op de linkerborst wordt een ster gedragen.
- Derde Klasse of Commandeur

Het zilveren en gouden versiersel wordt aan een lint om de hals gedragen.
- Vierde Klasse

Het zilveren en gouden versiersel wordt aan een lint op de linkerborst gedragen.
- Vijfde Klasse of Ridder

Het zilveren versiersel wordt aan een lint op de linkerborst gedragen.
Het kleinood kreeg geen verhoging. Het lint is rood met twee brede saffraankleurige strepen in het midden en een smalle saffraankleurige streep langs de rand.
De onderscheiding werd niet aan Britten uitgereikt. De Britse bestuurders van de Raj mochten geen geschenken en zeker geen ridderorden aannemen van de quasi onafhankelijke Indiase vorsten. De vorsten stonden bekend om hun enorme rijkdom maar zij werden door de ambtenaren van de Britse onderkoning scherp in de gaten gehouden.De regering maakte bezwaar tegen het bestaan van ridderorden in de vorstenstaten maar zij zag het bestaan ervan door de vingers zo lang als er geen Britten in die ridderorden werden opgenomen. In een enkel geval heeft men gesanctioneerd dat een politieman een medaille van een Inlandse vorst ontving.
In 1947 werden de vorsten gedwongen om hun staten deel te laten uitmaken van de republiek India. In de "actie polo" greep het Indiase leger in opdracht van Nehru de macht in de zelfstandige rijken als Haiderapur en Patiala. De vorsten kregen een pensioen en zij bleven enige tijd een ceremoniële rol spelen. Hun ridderorden mochten niet worden gedragen in India maar voor zover het om gebruik binnen de familie en het hof ging werd het dragen van de orden van een maharadja door de vingers gezien.